# Cassano Irpino
Cassano Irpino es uno de los 119 municipios o comunas ("comune" en italiano) de la provincia de Avellino, en la región de Campania. Con cerca de 1.002 habitantes, según censo de 2006, se extiende por una área de 12,33 km², teniendo una densidad de población de 81,27 hab/km². Hace frontera con los municipios de Avellino, Grottolella, Sant'Angelo a Scala, Summonte

## Historia
La comuna de Cassano Irpino está situada sobre una colina y por el valle discurre el río Calore que se alimenta de los diversos manantiales situados en los mismos terrenos del municipio.
Los manantiales son los llamados Pollentina, Peschiera, Acqua del Prete e Bagno della Regina que alimentan  parte de las provincias de Avellino, Benevento y de Apulia.

## Demografía
| Gráfica de evolución demográfica de Cassano Irpino entre 1861 y 2001 |
|                                                                      |
| Fuente ISTAT - elaboración gráfica de Wikipedia                      |